# Sędziejowice (gromada w powiecie łaskim)
Sędziejowice – dawna gromada, czyli najmniejsza jednostka podziału terytorialnego Polskiej Rzeczypospolitej Ludowej w latach 1954–1972.
Gromady, z gromadzkimi radami narodowymi (GRN) jako organami władzy najniższego stopnia na wsi, funkcjonowały od reformy reorganizującej administrację wiejską przeprowadzonej jesienią 1954 do momentu ich zniesienia z dniem 1 stycznia 1973, tym samym wypierając organizację gminną w latach 1954–1972.
Gromadę Sędziejowice siedzibą GRN w Sędziejowicach utworzono – jako jedną z 8759 gromad na obszarze Polski – w powiecie łaskim w woj. łódzkim, na mocy uchwały nr 31/54 WRN w Łodzi z dnia 4 października 1954. W skład jednostki weszły obszary dotychczasowych gromad Grabica, Kozuby, Lichawa, Sędziejowice, Sędziejowice kol. i Zagliny ze zniesionej gminy Sędziejowice w tymże powiecie. Dla gromady ustalono 24 członków gromadzkiej rady narodowej.
31 grudnia 1959 do gromady Sędziejowice przyłączono wieś, parcelę i osadę młyńską Brzeski, wieś Grabia, kolonie Grabia I, II i III oraz wieś Przymiłów ze zniesionej gromady Grabia a także wieś i parcelę Podule oraz wieś i kolonię Sobiepany ze zniesionej gromady Podule.
Gromada przetrwała do końca 1972 roku, czyli do kolejnej reformy gminnej. 1 stycznia 1973 reaktywowano gminę Sędziejowice.